# Parks and Recreation
Parks and Recreation (og kendt som Parks and Rec) er en amerikansk politisk satire og mockumentary komedieserie, som er skabt af Greg Daniels og Michael Schur. Serien havde premiere på NBC den 9. april 2009 og løb frem til 24. februar 2015 med i alt 125 episoder á 22 minutters varighed fordelt på syv sæsoner. En speciel genforeningsepisode blev sendt den 30. april 2020. Medvirkende i serien er Amy Pohler som Leslie Knope, en frisk middel-niveau bureaukrat i park- og rekreationsafdelingen i Pawnee, en fiktiv by i staten Indiana. Yderligere medvirker også Rashida Jones, Paul Schneider, Aziz Ansari, Nick Offerman, Aubrey Plaza, Chris Pratt, Adam Scott, Rob Lowe, Jim O'Heir, Retta og Billy Eichner.

## Medvirkende
- Amy Poehler som Leslie Knope
- Rashida Jones som Ann Perkins
- Aziz Ansari som Tom Haverford
- Aubrey Plaza som April Ludgate
- Nick Offerman som Ron Swanson
- Chris Pratt som Andy Dwyer
- Rob Lowe (Sæson 2-7, gæstestjerne sæson 2) som Chris Traeger
- Adam Scott (Sæson 2-7, gæstestjerne sæson 2) som Ben Wyatt
- Jim O'Heir som Jerry Gergich
- Retta Sirleaf som Donna Meagle
- Paul Schneider (Sæson 1-2) som Mark Brendanawicz